# Distichodontidae
Famille
Distichodontidae forment une famille de poissons d'eau douce appartenant à l'ordre des Characiformes. Les Distichodontidae sont une famille de poissons d’eau douce africains. Deux qualités évolutives se rencontre dans cette famille, d’une part les micro-prédateurs ou prédateurs de très petits organismes et d’autre part les herbivores, qui ont une mâchoire supérieure non-protractile et une longueur de corps moins prononcé, alors que les carnivores ont une mâchoire supérieure mobile et un corps allongé typique. La taille des espèces varie considérablement, les micro-prédateurs mesurent moins de 8 cm de longueur, et les plus grands carnivores peuvent atteindre jusqu'à 83 cm.

## Liste des genres
Selon FishBase (05 juin 2015):
- genre Belonophago Giltay, 1929
- genre Congocharax Matthes, 1964
- genre Distichodus Müller & Troschel, 1844
- genre Dundocharax Poll, 1967
- genre Eugnathichthys Boulenger, 1898
- genre Hemigrammocharax Pellegrin, 1923
- genre Hemistichodus Pellegrin, 1900
- genre Ichthyborus Günther, 1864
- genre Mesoborus Pellegrin, 1900
- genre Microstomatichthyoborus Nichols & Griscom, 1917
- genre Nannaethiops Günther, 1872
- genre Nannocharax Günther, 1867
- genre Neolebias Steindachner, 1894
- genre Paradistichodus Pellegrin, 1922
- genre Paraphago Boulenger, 1899
- genre Phago Günther, 1865
- genre Xenocharax Günther, 1867

### Note
- Hemigrammocharax Pellegrin, 1923 - aujourd'hui (05/06/2015) fondu dans Nannocharax Günther, 1867

## Galerie

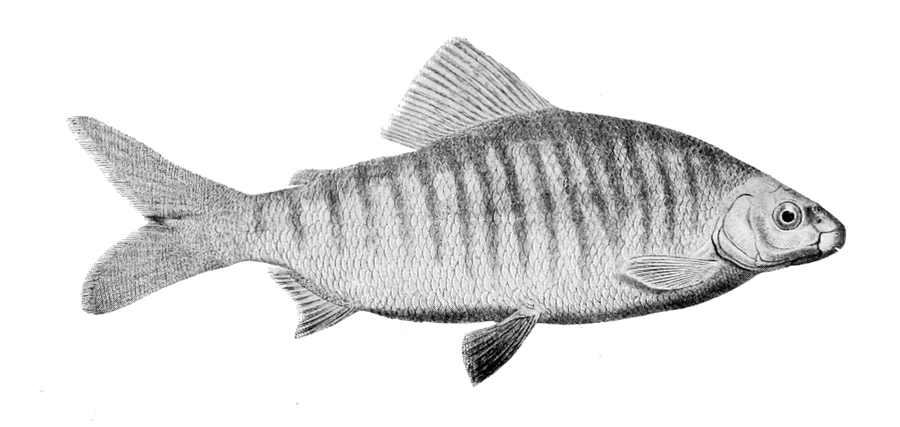
Distichodus fasciolatus
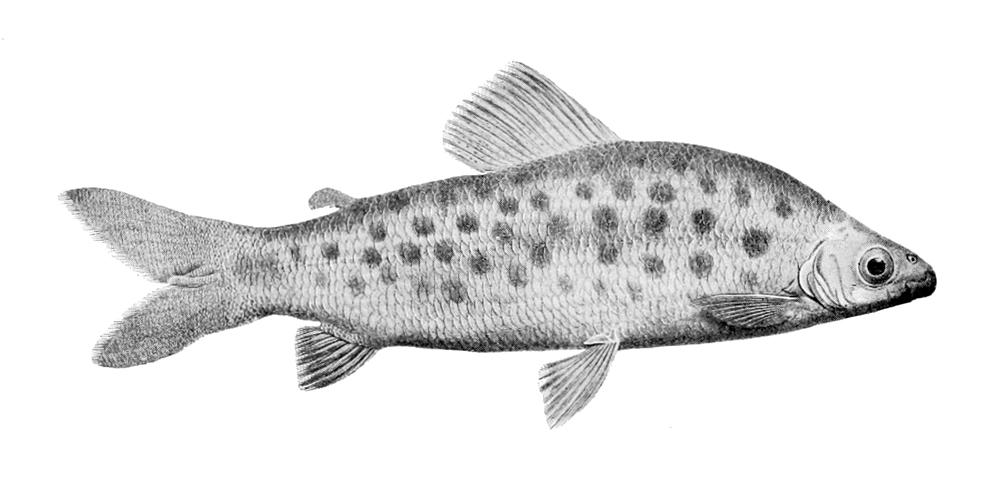
Distichodus maculatus
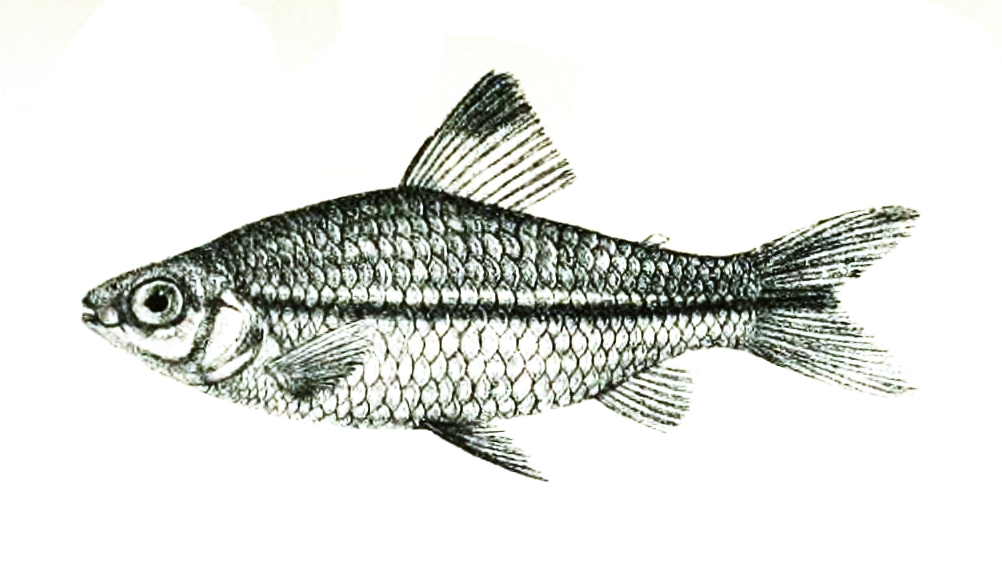
Nannaethiops unitaeniatus
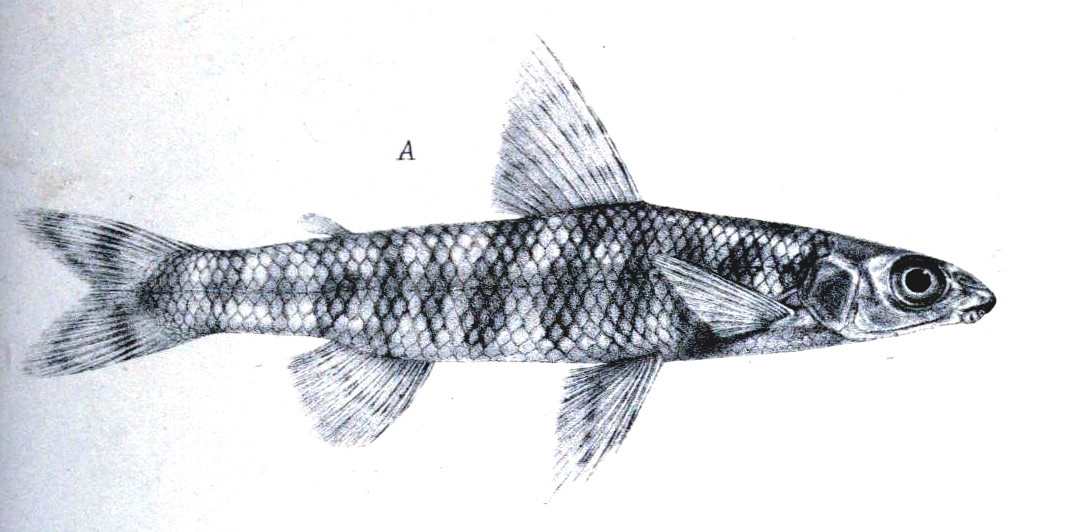
Nannocharax fasciatus
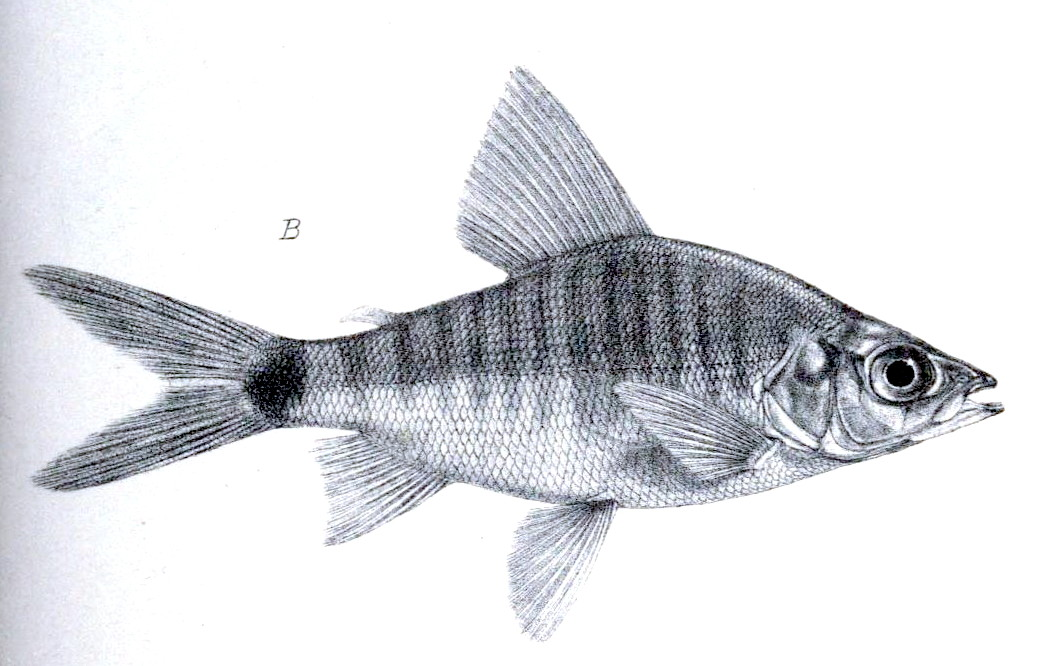
Xenocharax spilurus